# Julius Bagge
Julius Bagge, född den 2 februari 1844, död den 24 augusti 1890, var en svensk musikhandlare, utgivare av folkmusik och musikskriftställare. Han var son till ingenjören Jonas Bagge.
Bagge skrev tillsammans med Petrus Blomberg ett av de första svenska studentspexen, Mohrens sista suck, som hade premiär 1865. Han utgav dessutom ett flertal svensk folkdanser och översatte 1870 Ernst Richters harmonilära. År 1874 övertog han Abraham Hirschs musikförlag och grundade 1877 ett eget. År 1881 blev han känd genom sina i "Samlaren" publicerade studier rörande Bellmansmelodiernas ursprung. Bagge var Musikaliska Akademiens kamrer 1889–1890. Ledamot av Musikaliska Akademien hade han blivit 1887.